# Paradiarsia exustiformis
Paradiarsia exustiformis là một loài bướm đêm trong họ Noctuidae.